# Kung Fu Meets the Dragon
Kung Fu Meets the Dragon, anche conosciuto come Heart of the Dragon, è il dodicesimo album reggae del gruppo musicale giamaicano The Upsetters, prodotto da Lee "Scratch" Perry, registrato nel 1975 agli studi di registrazione Black Ark e pubblicato nello stesso anno su LP dall'etichetta discografica DIP.
Il disco è ispirato ai film di arti marziali, che, insieme agli spaghetti-western, ebbero su Lee Perry, e sulle sue produzioni discografiche, una notevole influenza.
In particolare, la canzone Enter the Dragon è così intitolata dal film I tre dell'Operazione Drago del 1973 di Bruce Lee.
Black Belt Jones prende il nome dell'omonimo film del 1974 con protagonista Jim Kelly.

## Ristampe
Il disco è stato successivamente ristampato nel 1995 su etichetta Justice League sia su LP che su CD.
L'album è stato pubblicato, a nome di The Mighty Upsetter, anche su Dubstrumentals, un doppio CD del 2005 su etichetta Trojan Records e contenente tre album reggae/dub pubblicati da Perry nel 1975: Kung Fu Meets the Dragon, Return of Wax e Musical Bones di Vin Gordon & The Upsetters.

## Tracce

### LP

#### Lato A
1. Theme from Hong Kong
2. Heart of the Dragon
3. Hold Them Kung Fu
4. Flames of the Dragon
5. Scorching Iron

#### Lato B
1. Black Belt Jones
2. Skango
3. Fungaa
4. Black Belt
5. Iron Fist
6. Kung Fu Man

### CD
1. Theme from Hong Kong
2. Heart of the Dragon
3. Hold Them Kung Fu
4. Flames of the Dragon
5. Scorching Iron
6. Black Belt Jones
7. Skango
8. Fungaa
9. Black Belt
10. Iron Fist
11. Kung Fu Man
12. Exit the Dragon
13. Rockstone Dub
14. The Dragon Enters
15. 23rd Dub
16. Rebels Dub

### Versione sul CDDubstrumentals
1. Enter the Dragon
2. Theme from Hong Kong
3. Heart of the Dragon
4. Hold Them Kung Fu
5. Flames of the Dragon
6. Scorching Iron
7. Skango
8. Fungaa
9. Black Belt
10. Iron Fist
11. Kung Fu Man
12. Black Belt Jones
13. Exit the Dragon

## Formazione
- Produttore: Lee Perry
- Voce: Lee Perry
- Batteria: Mikey Boo Richards e Ben Bow
- Basso: Boris Gardiner
- Chitarra: Chinna
- Tastiere: Keith Sterling
- Corno: Bobby Ellis e Dirty Harry
- Percussioni: Skully e Lee Perry
- Melodica: Augustus Pablo